# 機場駅 (福州市)
機場駅（きじょう-えき）は中華人民共和国福建省福州市長楽区に位置する福州地下鉄F1線の駅。福州長楽国際空港のターミナルに併設が予定されている。

## 駅周辺
- 福州長楽国際空港